# 時間の習俗
『時間の習俗』（じかんのしゅうぞく）は、松本清張の長編推理小説。雑誌『旅』に連載され（1961年5月号 - 1962年11月号）、1962年11月に光文社（カッパ・ノベルス）から刊行された。『点と線』の三原警部補と鳥飼刑事が再び探偵役となり、犯人が仕組んだアリバイに挑戦するミステリー長編である。
小説の時代設定は『点と線』から4年後とされる。これまで3度テレビドラマ化された。

## あらすじ
関門海峡に面した門司市の古社・和布刈神社において、旧暦元旦の未明に行われる「和布刈神事」に対する、写真撮影が殺到していた。他方、その前日深夜23時頃、神奈川県の相模湖近くの弁天島で、交通関係業界紙の編集人・土肥武夫の死体が発見された。土肥の投宿していた宿の女中は、女性が同行していたことを証言するが、その女性は行方不明になっていた。
有力な容疑者も挙がらず手がかりが掴めない中、三原警部補は土肥の交際人物のリストから、行動に作為の感じられるタクシー会社の専務・峰岡周一に着目する。だが、峰岡には完全なアリバイがあった。

## 登場人物
原作における設定を記述。
三原紀一
警視庁捜査一課の警部補。『点と線』の事件以来、鳥飼刑事と親しい間柄となっている。
鳥飼重太郎
福岡警察署の古参刑事。峰岡のアリバイに関する回答を契機に、事件調査に協力する。
峰岡周一
大手タクシー会社「極光交通」の専務。
土肥武夫
「交通文化情報」発行人及編集人。
江藤順平
駿河台の表具師。俳句誌「荒海」の主宰者。俳名は「白葉」。
須貝新太郎
名古屋のゲイバー「蝶々」勤務の男。北海道出身。
梶原武雄
「上ノ橋福岡食品工業」の工員。俳句好きのアマチュアカメラマン。

## エピソード
- カッパ・ノベルス版刊行の翌年『宝石』に掲載された創作ノートで、『点と線』の刊行後、当時「旅」の編集長であった岡田喜秋から「もう一ぺんやらないか」と言われたことが契機であることを明かした上で、著者は以下のように述べている。「当時「宝石」あたりからさかんに、社会派は攻撃されている時なんだね。いや、それは尤もなところもある。僕は、前にも話したように、絶えず、攻撃については好意的な受け入れ方をしているんだ。じゃ一つ書いてみようというので、書いたわけです。やはり登場人物も『点と線』と同じ人を使って―僕はそういうことは嫌いなんだよね。これがはじめてですよ―そして、まあ「旅」という読者も考えて、やはりなじみの人物が登場した方がいいんじゃないかと考えてね。一番不可能なこと、遠隔地における犯罪ね、そこに自分が行ってやるんだけど、第三者にはどう見ても、飛行機を利用しても何をしてもだめだと」「そこに今までみたいに、風景だとか、観光地だけじゃつまらない。習俗ね。和布刈神社のああいう古い神事、そういうのを一つ取り入れたらいいんじゃないか。多分に「旅」的な、そこからの発想です」[2]
- 直筆原稿初回では『時間の配色』のタイトルであったが、連載時に現在の題に変更された[3]。
- 冒頭の和布刈神事に関しては、俳句で著者と交友のあった横山白虹を通じて、門司郷土会発行の「和布刈神事の話」が著者に提供された[4]。
- 作中の小倉市の「大吉旅館」は、間取り等の描写から、田川旅館（現在の「アートホテル小倉 ニュータガワ」）がモデルと推定されている[3]。
- 日本近代文学研究者の松本常彦は、主に連載時と単行本化時の間のテキストの異同を検証し、日時設定や伏線に関する記述の変更が行なわれたことを指摘している。また、本作連載開始前に『朝日新聞』西部本社版1961年2月19日付の「東京だより」の欄に、「松本清張」の署名記事が「運転手が交代する時」との見出しで掲載されていることから、著者が本作連載の直前にタクシー会社を取材していたことを指摘、記事中に「従業員と話したが、ここでも、陸運局と大手四社との腐れ縁がささやかれていた。大手筋の一台水揚げが月平均十四、五万円もあるのに、中小会社のほうは十一、二万円にすぎないという。これは陸運局が大手四社に対して制限走行キロの超過を見のがしているためだと推定していた」とあることから、動機については連載当初から構想されていたと推測している[5]。

## 文学碑

和布刈神社境内にある、本作の一節を刻んだ文学碑

小説の冒頭に登場する和布刈神社の境内には、本作にちなんだ文学碑が立てられ、本作の一節が刻まれている。文学碑の場所は拝殿の左横である。なお、関門海峡を挟んだ下関側にあるみもすそ川公園内には、著者の『半生の記』の一節を刻んだ文学碑が立っているが、中央に開いた穴から、対岸の和布刈神社を望める趣向となっている。和布刈神社のそばに関門トンネル人道の入口があり、人道トンネルを徒歩もしくは自転車で通って下関側に出ると、みもすそ川公園のすぐそばに出ることができる。

## ギャラリー

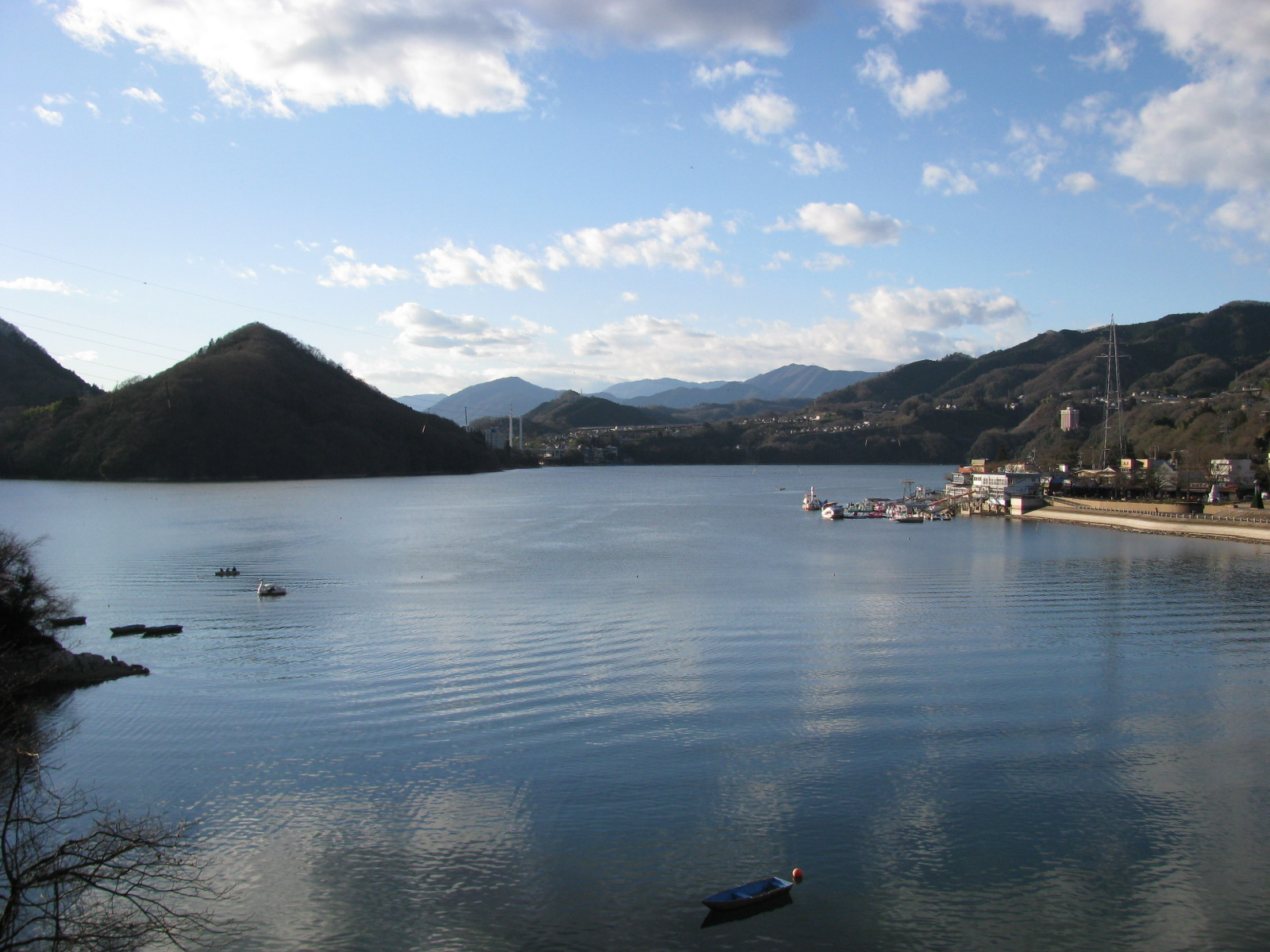
岸辺近くの弁天島が殺人現場となる相模湖畔
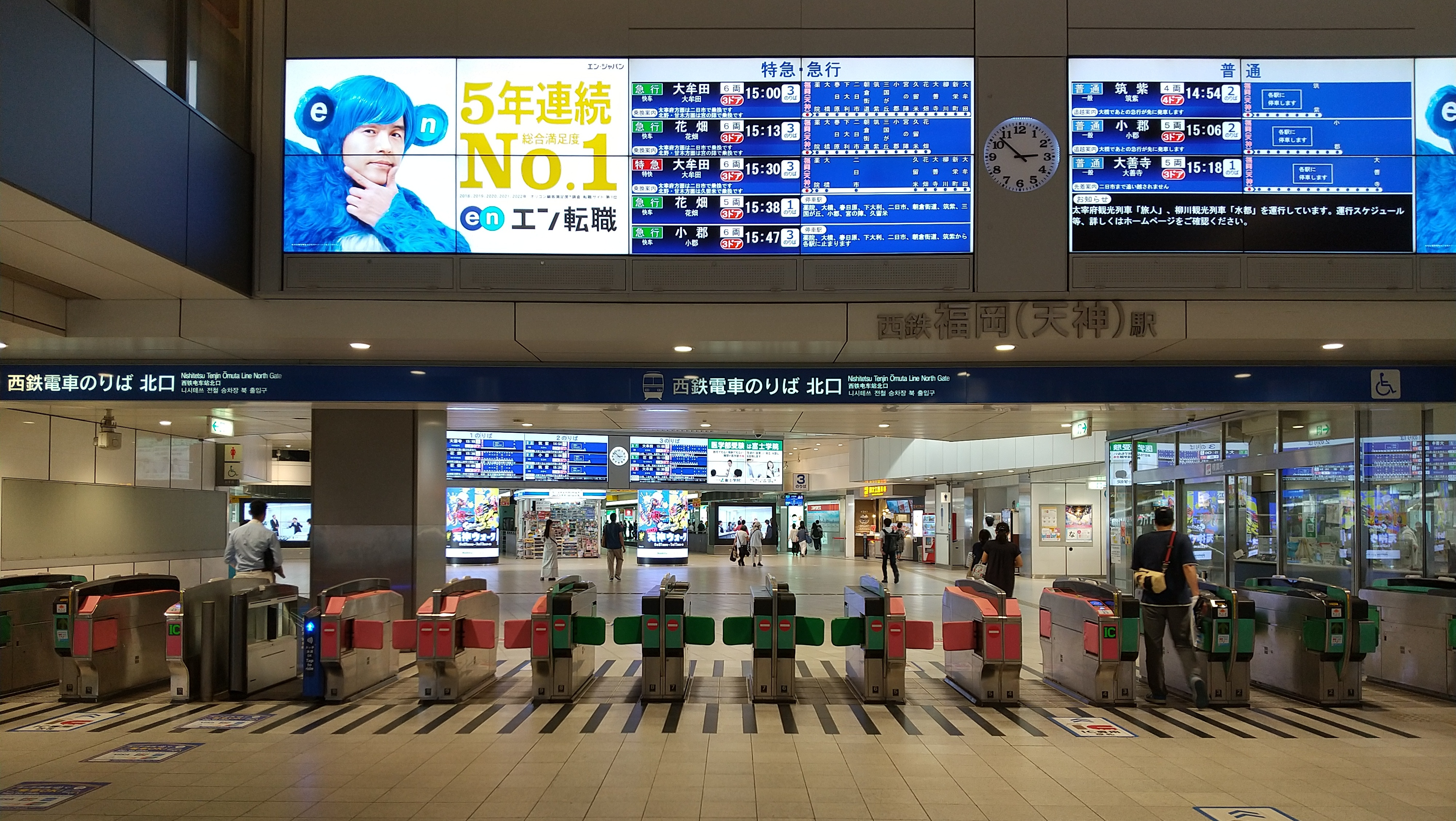
定期乗車券の販売が焦点となる西鉄福岡（天神）駅
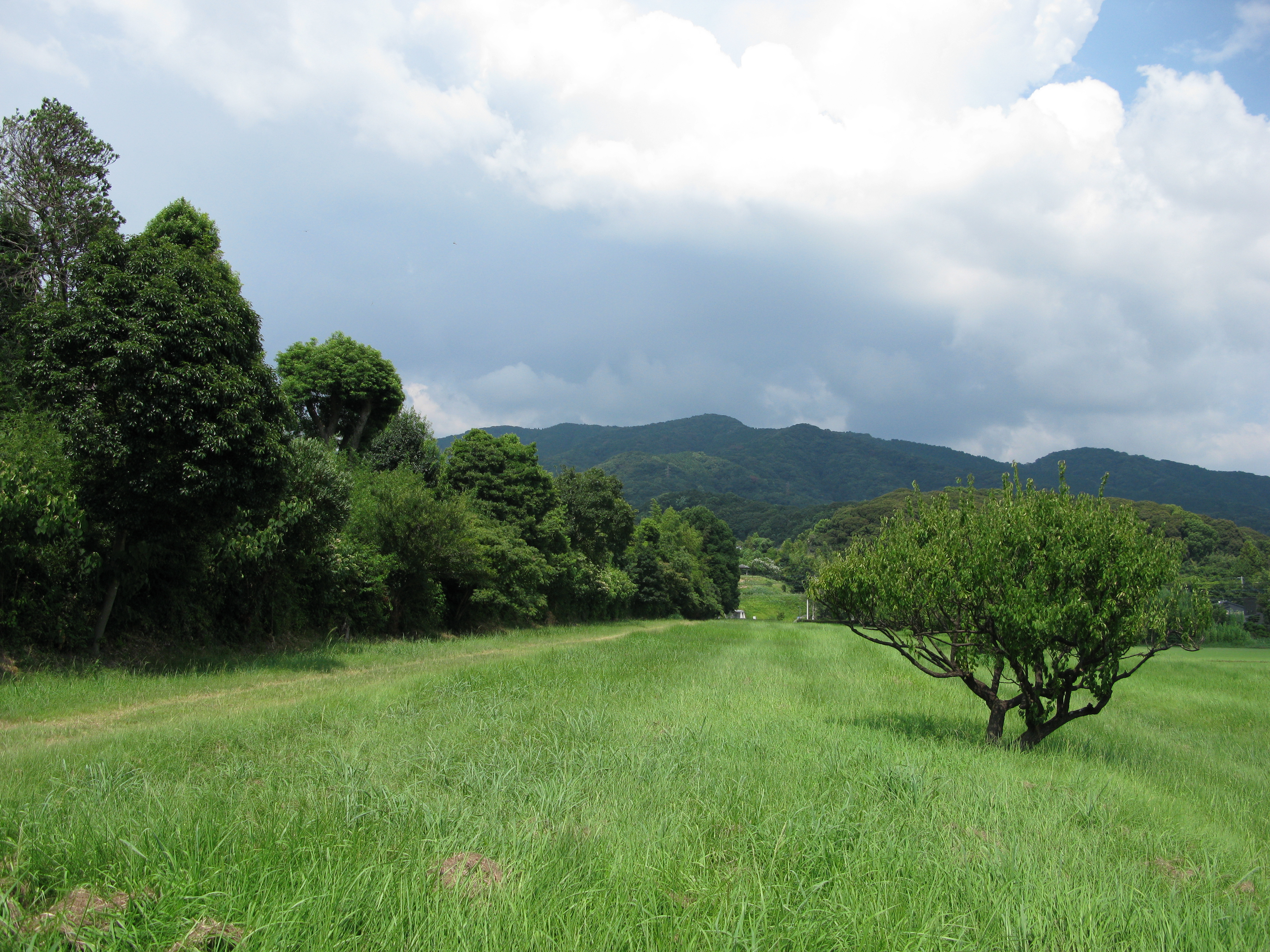
第二の殺人の舞台となる水城。殺人現場は西鉄線の線路から「ほぼ五百メートルぐらい」とされている
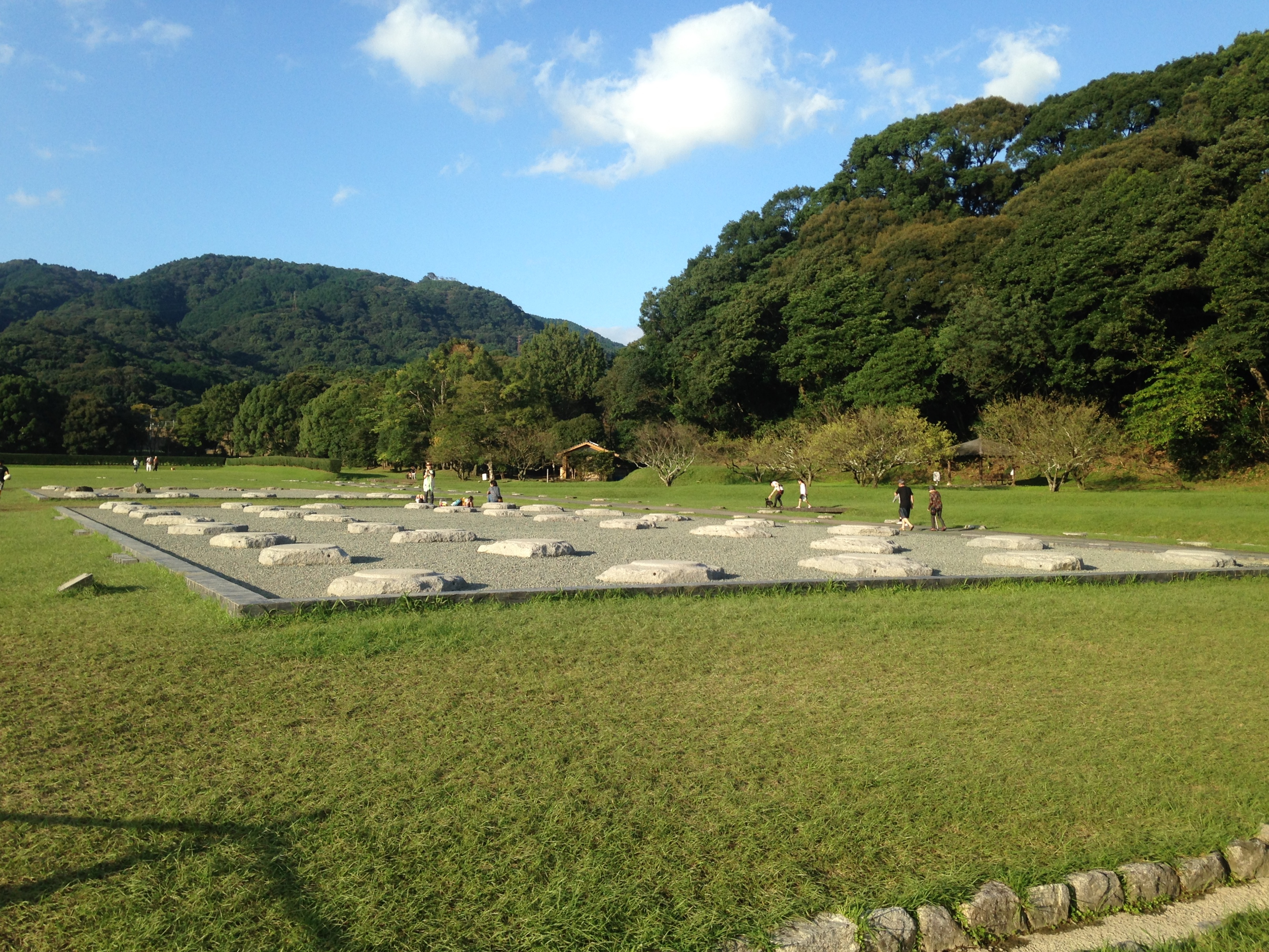
「ぽかぽかと陽気のいい天気で、広場に幾何学的な配列でならんだ礎石は、その陽に温められていた」と描写される大宰府の都府楼址
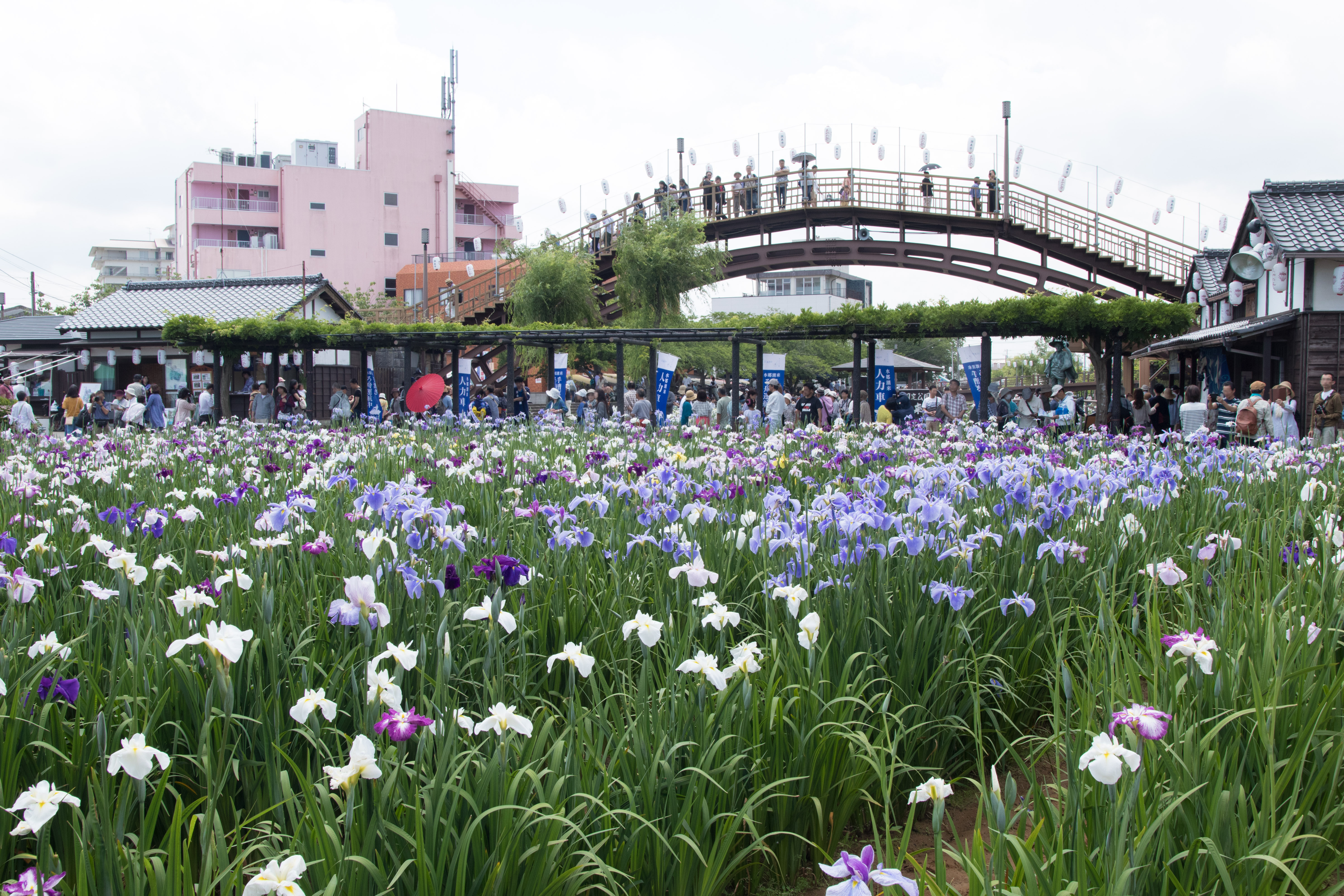
最終章で言及される潮来のあやめ

## 未映画化
1962年当時、東映東京撮影所所長・岡田茂が、同撮影所で当初敷いたスリラー路線のうち、『松本清張のスリラー 考える葉』などと共に映画化を企画し、『点と線』と同じ、監督：小林恒夫、脚色：井手雅人コンビで脚本完成までいったが、映画化はされなかった。東映東京撮影所に準備台本が保管されている。

## テレビドラマ

### 1963年版
『推理文学シリーズ・時間の習俗』。1963年8月16日 20:00 - 21:00、NHKの「文芸劇場」枠で放送された。
キャスト
- 大木実
- 富田浩太郎
- 中村栄二
- 舟木淳
- 多々良純

スタッフ
- 脚本：川崎九越
- 監督：安井恭司
- 制作：NHK

### 1982年版
『松本清張の時間の習俗』。1982年6月19日 21:02 - 22:53にTBS系列の「ザ・サスペンス」枠で放送された。第一の殺人の舞台を浜名湖に設定している。視聴率は21.1％であった（ビデオリサーチ調べ、関東地区）。
キャスト
- 三原紀一：萩原健一 （警視庁の警部補）
- 鳥飼重太郎：井川比佐志 （福岡県警の刑事）
- 峰岡周一：中谷一郎 （建設会社の重役）
- 松村友子：藤真利子 （幼稚園の先生で三原の恋人）
- 紺野桂子：山口いづみ （峰岡の秘書）
- 土肥武夫：川辺久造 （記者）
- 土肥の妻：谷口香
- 土肥の上司：高原駿雄
- 吉村：松原留美子 （ゲイボーイ）
- 大橋警部：福田豊土 （静岡県警の警部）
- 本部長：原田樹世土
- 刑事：山本清
- 刑事：伊東達広
- 刑事：小林尚臣
- 幼稚園の先生：藤木聖子
- 幼稚園の先生：姉崎公美
- 旅館の女将：絵沢萌子
- 旅館の仲居：神保共子
- 新村礼子、北見治一、西東秀一、青木卓、大久保正信、中村武己、山崎満、江梨みつ子、新城彰、恩田恵美子、下坂泰雄、風中臣、高橋豊、美和哲三、逢坂秀実、松田章、鈴木陽
- ナレーター：寺田農

スタッフ
- 企画：霧プロダクション
- 脚本：岡本克巳
- 監督：富本壮吉
- 音楽：萩原健一、ドンジュアン・ロックンロールバンド
- 助監督：息邦夫
- 撮影技術：小林節雄
- 照明：山川英明
- 編集：田賀保
- 現像：東京現像所
- 美術：川崎軍二
- プロデューサー：千原博司（大映テレビ）、忠隈昌（TBS）
- 企画：春日千春（大映テレビ）、樋口祐三（TBS）
- 製作：大映テレビ、TBS

### 2014年版
「松本清張スペシャル 時間の習俗」フジテレビ開局55周年特別番組として、フジテレビ系列で2014年4月10日（木曜日）の21:00 - 23:15に放送された。視聴率は10.2%であった（ビデオリサーチ調べ、関東地区）。
キャスト（2014年版）
- 三原紀一：内野聖陽 （警視庁の警部補）
- 鳥飼重太郎：津川雅彦 （福岡のベテラン刑事）
- 峰岡周一：加藤雅也 （マスコミを賑わす若手衆議院議員）
- 野末美樹：木南晴夏 （三原と組むキャリア組の刑事）
- 柴崎一課長：田村亮
- 梶原亮太：片岡信和
- 同期生・田浦：橋本じゅん
- 梶原美和子：酒井若菜
- 須貝新太郎：千葉雄大
- 須貝寿美子：梅沢昌代
- 植村：小須田康人
- 鈴木慎一（鑑識）：伊藤正之
- 須貝耕三：井上肇
- ママ・リツ子：やべけんじ
- 土肥武夫：山地健仁
- 浜崎茜、平川和宏、前田剛、清水伸、松澤重雄、小渕友加里、中野薫、東武志、丸若薫、鶴見和也　ほか

スタッフ（2014年版）
- 脚本：浅野妙子
- 演出：光野道夫
- ピアノ演奏：スワベック・コバレフスキ
- ロケ協力：福岡フィルムコミッション、伊那谷フィルムコミッション、太宰府市、福岡県指定無形民俗文化財黒土神楽講、和布刈神社、テレビ西日本、九州旅客鉄道　ほか
- 技術協力：ビデオスタッフ
- 照明協力：ザ・ホライズン
- 音響効果：アウルサウンドワークス
- 写真・映像協力：豊田直巳、VisualworksOHP、福島テレビ
- 警察台本監修：永澤敏敬
- 警察現場指導：ビーテックインターナショナル
- 方言指導：西見波二
- 殺陣指導：高橋昌志
- プロデュース：小池秀樹
- 制作著作：フジテレビジョン